# Y〜naïve collection
『Y〜naïve collection』（ワイ ナイーブ・コレクション）は、大沢誉志幸の3作目のコンピレーション・アルバム。1992年10月21日にEPICソニーレコードよりCDでリリースされた。

## 解説
それまでの大沢の楽曲の中からバラード的なナイーブな感性のものを集めた企画アルバム。初回発売のジャケットは、白い表紙に穴が開いており、そこから大沢自身の右目が見えるようなデザインになっている。それ以降の発売のものは、初回ブックレットに使われている写真を表紙にしたものに変わった。発売当時のCDの帯によれば、このコンピレーションは大沢の選曲によるもの。また「虹を越えて」「君の住む街角」はアルバム初収録。

## 収録曲

### CD
| 全編曲: 大沢誉志幸、小滝満（特記以外）。 |                                                                                          |           |            |       |
| #                                        | タイトル                                                                                 | 作詞      | 作曲       | 時間  |
| 1.                                       | 「虹を越えて」                                                                           | 朝水彼方  | 大沢誉志幸 | 5:24  |
| 2.                                       | 「そして僕は、途方に暮れる (1992 “naïve” version)」(編曲: 大村雅朗)                      | 銀色夏生  | 大沢誉志幸 | 4:44  |
| 3.                                       | 「naïve」                                                                                | 朝水彼方  | 大沢誉志幸 | 5:50  |
| 4.                                       | 「スロウダンス (1992 “naïve” version)」(編曲: 大村雅朗)                                  | 銀色夏生  | 大沢誉志幸 | 3:32  |
| 5.                                       | 「遠い約束」                                                                             | 西脇唯    | 大沢誉志幸 | 6:10  |
| 6.                                       | 「フランス海岸」(編曲: 安部隆雄)                                                         | 銀色夏生  | 大沢誉志幸 | 4:20  |
| 7.                                       | 「Wink of Destiny」                                                                      | 柳川英巳  | 大沢誉志幸 | 5:58  |
| 8.                                       | 「ずっと甘い口唇 (1992 “naïve” version)」                                                | 西脇唯    | 大沢誉志幸 | 6:48  |
| 9.                                       | 「宵闇にまかせて (kiss & kiss) (1992 “naïve” version)」(編曲: 大村雅朗・コーラス: CHARA) | 銀色夏生  | 大沢誉志幸 | 4:01  |
| 10.                                      | 「天使の微笑」                                                                           | 柳川英巳  | 大沢誉志幸 | 4:49  |
| 11.                                      | 「君の住む街角 (1992 “naïve” version)」(編曲: 清水信之)                                  | 銀色夏生  | 大沢誉志幸 | 5:31  |
| 12.                                      | 「Little Wing」                                                                          | 尾上文    | 大沢誉志幸 | 3:49  |
| 合計時間:                                | 合計時間:                                                                                | 合計時間: | 合計時間:  | 60:56 |

### 楽曲解説
1. 虹を越えて　
  - ローソンのCMソングとして使用された楽曲。
2. そして僕は、途方に暮れる (1992 “naïve” version)
  - 柴山和彦（ギター）、六川正彦（ベース）、青木庸和（キーボード）の演奏が追加。
3. naïve
  - ミズノ・ケルビンサーモのCMソングとして使用された楽曲。
4. スロウダンス (1992 “naïve” version)
  - 柴山和彦（ギター）の演奏が追加。
5. 遠い約束
6. フランス海岸
7. Wink of Destiny
8. ずっと甘い口唇 (1992 “naïve” version)
9. 宵闇にまかせて(kiss & kiss)  (1992 “naïve” version)
10. 天使の微笑
11. 君の住む街角  (1992 “naïve” version)
12. Little Wing

## 参考資料
- アルバム『Y naïve collection』（EPIC・ソニー、1992年）